# Гурон (Огайо)
Гурон (англ. Huron) — місто (англ. city) в США, в окрузі Ері штату Огайо. Населення — 6922 особи (2020).

## Географія
Гурон розташований за координатами 41°23′51″ пн. ш. 82°33′45″ зх. д. / 41.39750° пн. ш. 82.56250° зх. д. (41.397631, -82.562569).  За даними Бюро перепису населення США в 2010 році місто мало площу 20,01 км², з яких 12,53 км² — суходіл та 7,49 км² — водойми.

## Демографія
Згідно з переписом 2010 року, у місті мешкало 7149 осіб у 3073 домогосподарствах у складі 1988 родин. Густота населення становила 357 осіб/км².  Було 3710 помешкань (185/км²).
Расовий склад населення:
| - 96,4 % — білих - 0,9 % — чорних або афроамериканців - 0,5 % — азіатів - 0,3 % — корінних американців |

До двох чи більше рас належало 1,5 %. Частка іспаномовних становила 2,3 % від усіх жителів.
За віковим діапазоном населення розподілялося таким чином: 22,7 % — особи молодші 18 років, 58,9 % — особи у віці 18—64 років, 18,4 % — особи у віці 65 років та старші. Медіана віку мешканця становила 43,9 року. На 100 осіб жіночої статі у місті припадало 92,7 чоловіків;  на 100 жінок у віці від 18 років та старших — 87,9 чоловіків також старших 18 років.
Середній дохід на одне домашнє господарство  становив 69 859 доларів США (медіана — 50 058), а середній дохід на одну сім'ю — 79 276 доларів (медіана — 60 476). Медіана доходів становила 51 075 доларів для чоловіків та 39 563 долари для жінок. За межею бідності перебувало 15,4 % осіб, у тому числі 26,0 % дітей у віці до 18 років та 9,9 % осіб у віці 65 років та старших.
Цивільне працевлаштоване населення становило 3244 особи. Основні галузі зайнятості: мистецтво, розваги та відпочинок — 23,5 %, освіта, охорона здоров'я та соціальна допомога — 21,5 %, виробництво — 15,0 %, роздрібна торгівля — 10,5 %.